# NGC 237
NGC 237 је спирална галаксија у сазвежђу Кит која се налази на NGC листи објеката дубоког неба.
Деклинација објекта је - 0° 7' 31" а ректасцензија 0h 43m 27,9s. Привидна величина (магнитуда) објекта NGC 237 износи 12,9 а фотографска магнитуда 13,6. Налази се на удаљености од 52,247 милиона парсека од Сунца. NGC 237 је још познат и под ознакама UGC 461, MCG 0-2-136, CGCG 383-79, KARA 33, IRAS 00408-0023, PGC 2597.